# ماکس استریب
ماکس استریب (انگلیسی: Max Streib; ۲۰ دسامبر ۱۹۱۲ – ۱ نوامبر ۱۹۸۹) بازیکن هندبال اهل سوئیس بود.